# Олешно
Олешно — деревня в Волошовском сельском поселении Лужского района Ленинградской области.

## История
Впервые упоминается в писцовых книгах Шелонской пятины 1498 года, как деревня Олешня у озера Олешенского, в Бельском погосте Новгородского уезда.
Деревня Олешно, состоящая из 28 крестьянских дворов, обозначена на карте Санкт-Петербургской губернии Ф. Ф. Шуберта 1834 года.

ОЛЕШНО — деревня принадлежит подполковнице Александре Миллер, число жителей по ревизии: 118 м. п., 121 ж. п. (1838 год)

Деревня Олешно из 28 дворов отмечена на карте профессора С. С. Куторги 1852 года.

ОЛЕШНО — деревня господ Миллер, по просёлочной дороге, число дворов — 25, число душ — 113 м. п. (1856 год)

ОЛЕШНО — деревня, число жителей по X-ой ревизии 1857 года: 117 м. п., 120 ж. п. (из них дворовых людей — 11 м. п., 9 ж. п.)

ОЛЕШНО — деревня владельческая при озере безымянном, число дворов — 35, число жителей: 125 м. п., 125 ж. п. (1862 год)

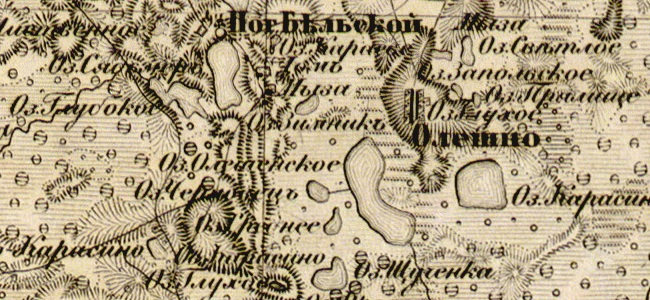
Деревня Олешно на карте 1863 года

Согласно карте из «Исторического атласа Санкт-Петербургской Губернии» 1863 года близ деревни находилась Мыза Воскресенская.
В 1866 году временнообязанные крестьяне деревни Среднее Олешно выкупили свои земельные наделы у А. И. Миллер и стали собственниками земли.
В 1866—1867 годах временнообязанные крестьяне деревни Малая Олешня выкупили свои земельные наделы у О. И. Миллер.
В 1868 году временнообязанные крестьяне деревни Большое Олешно выкупили свои земельные наделы у К. И. Миллер.
Согласно подворной описи Олешенского общества Бельско-Сяберской волости 1882 года, деревня состояла из трёх частей:
 
1) Малое Олешно, домов — 24, душевых наделов — 34, семей — 15, число жителей — 58 м. п., 48 ж. п.; разряд крестьян — собственники.
  
2) Среднее Олешно, домов — 15, душевых наделов — 39, семей — 17, число жителей — 41 м. п., 44 ж. п.; разряд крестьян — собственники.
 
3) Большое Олешно, домов — 19, душевых наделов — 28, семей — 15, число жителей — 46 м. п., 39 ж. п.; разряд крестьян — собственники.
Согласно материалам по статистике народного хозяйства Лужского уезда 1891 года, имение при селении Малое Олешно принадлежало дочери полковника О. И. Миллер, имение при селении Среднее Олешно площадью 1040 десятин принадлежало полковнику А. И. Миллеру, имение при селении Большое Олешно площадью 1654 десятин принадлежало наследникам статского советника Миллера и купцу В. В. Берлицу, все три имения были приобретены до 1868 года. Кроме того, пустошь Тешево близ селения Олешно площадью 13 десятин принадлежала потомственному почётному гражданину В. И. Тихомирову, пустошь была приобретена им в 1883 году за 159 рублей.
В XIX — начале XX века деревня административно относилась к Бельско-Сяберской волости 4-го земского участка 2-го стана Лужского уезда Санкт-Петербургской губернии.
По данным «Памятной книжки Санкт-Петербургской губернии» за 1905 год деревня Олешно входила в Олешенское сельское общество.
С 1917 по 1927 год деревня находилась в составе Олешенского сельсовета Бельско-Сяберской волости Лужского уезда, затем в составе Лужского района.
С 1928 года в составе Островенского сельсовета.
По данным 1933 года деревня Олешно входила в состав Островенского сельсовета Лужского района.
C 1 августа 1941 года по 31 января 1944 года деревня находилась в оккупации.
В 1958 году население деревни составляло 132 человека.
С 1 мая 1965 года, в составе Волошовского сельсовета.
По данным 1966, 1973 и 1990 годов деревня Олешно входила в состав Волошовского сельсовета.
По данным 1997 года в деревне Олешно Волошовской волости проживали 19 человек, в 2002 году — 55 человек (русские — 94 %).
В 2007 году в деревне Олешно Волошовского СП проживали 16 человек.

## География
Деревня расположена в юго-западной части района к востоку от автодороги 41К-145 (Ретюнь — Сара-Лог).
Расстояние до административного центра поселения — 12 км.
Расстояние до ближайшей железнодорожной станции Серебрянка — 28 км.
К югу от деревни находятся озёра: Олешинское, Карасино, Черновец, Среднее, Зимник и Щученка.

## Демография
| 1838 | 1862 | 1958 | 1997 | 2007 | 2010 | 2017 |
| ---- | ---- | ---- | ---- | ---- | ---- | ---- |
| 239  | ↗250 | ↘132 | ↘19  | ↘16  | ↗47  | ↘10  |